# Bessy-sur-Cure
Bessy-sur-Cure es una localidad y comuna francesa situada en la región de Borgoña, departamento de Yonne, en el distrito de Auxerre y cantón de Vermenton.

## Demografía
| 625 | 518 | 476 | 499 | 531 | 515 | 541 | 550 | 542 | 563 | 591 | 582 | 546 | 546 | 525 | 496 | 457 | 438 | 410 | 370 | 300 | 270 | 232 | 221 | 220 | 183 | 160 | 148 | 152 | 136 | 122 | 121 | 159 |
| Para los censos de 1962 a 1999 la población legal corresponde a la población sin duplicidades (Fuente: INSEE [Consultar]) |     |     |     |     |     |     |     |     |     |     |     |     |     |     |     |     |     |     |     |     |     |     |     |     |     |     |     |     |     |     |     |     |